# V419 Большой Медведицы
V419 Большой Медведицы (лат. V419 Ursae Majoris) — двойная затменная переменная звезда типа W Большой Медведицы (EW) в созвездии Большой Медведицы на расстоянии приблизительно 1887 световых лет (около 579 парсеков) от Солнца. Видимая звёздная величина звезды — от +13,2m до +12,95m. Орбитальный период — около 0,3231 суток (7,7547 часов).